# Čornohora
Černohorská polonina, polonina Černá hora či Čornohora (ukrajinsky Чорногора; polsky Czarnohora; maďarsky Feketebérc) je nejvyšší pohoří Ukrajiny, nacházející se na jihozápadě Ukrajiny, v Zakarpatské a Ivanofrankivské oblasti. Geograficky spadá do horského systému Poloniny v Ukrajinských Karpatech. Nejvyšším vrcholem je Hoverla (2061 m), která je zároveň nejvyšší a nejpopulárnější horou Ukrajiny. Hlavním stavebním prvkem horstva jsou flyšové nánosy. Dalšími významnými horami jsou hory Petros a Pop Ivan.

## Charakteristika

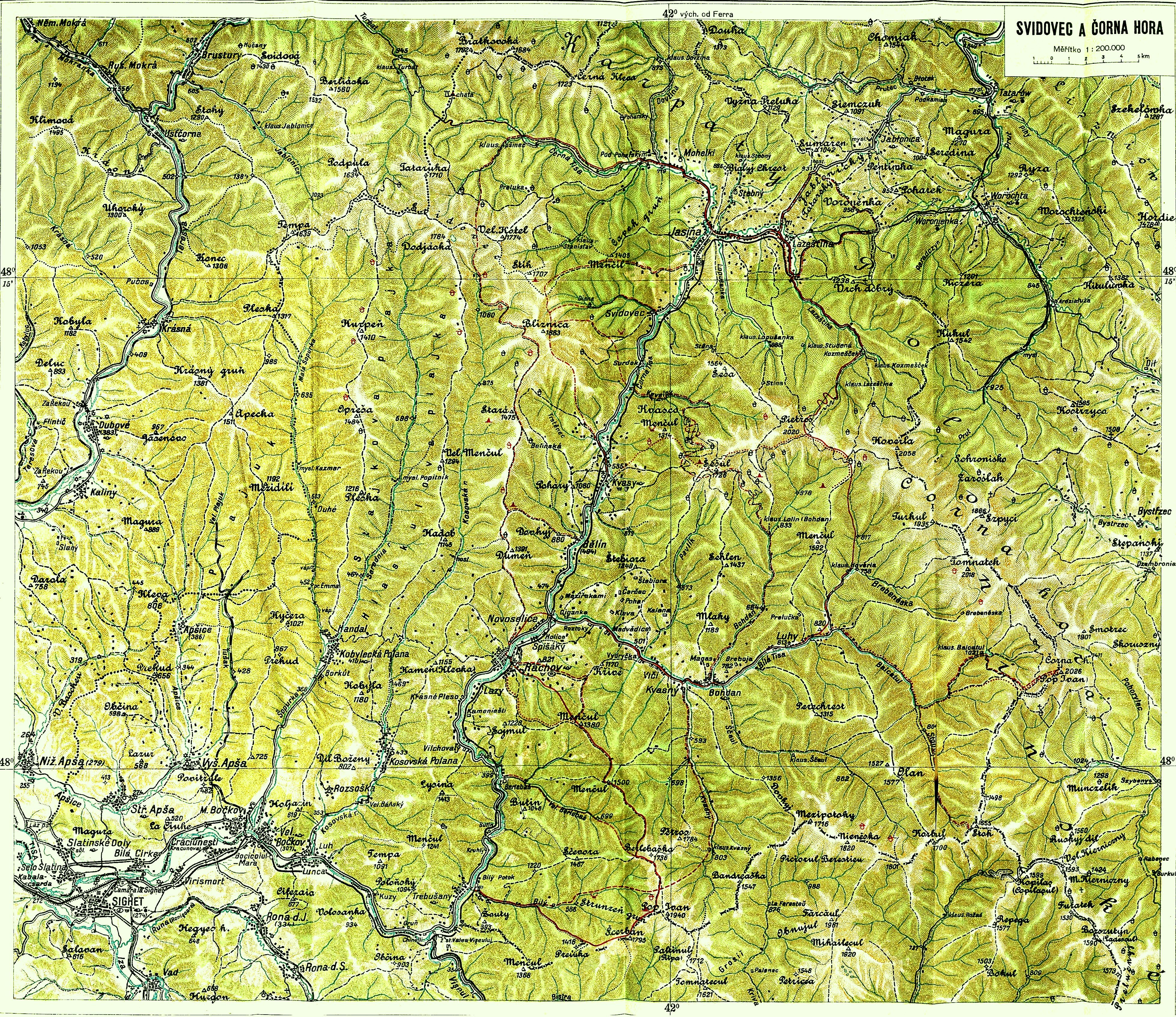
Mapa Svidovce a Čorné hory v době první republiky

Čornohora je pohoří s převládajícími travnatými holinami a bez výrazných skalnatých tvarů (které jsou charakteristické například pro tatranskou část Karpat). Připomíná spíše Malou Fatru či Nízké Tatry. Pohoří je mezi vysokohorskými turisty oblíbené pro svůj dlouhý jednoznačně vedený hřeben, kde se nachází mnoho vrcholků vedle sebe oddělených pouze sedly. Tento hřeben se táhne od hory Hoverla po vrchol Pop Ivan.
Pod vrcholem Turkul leží ve výšce 1750 m n. m. horské jezero Nesamovyte, další jezero Brebenskul se nachází v 1800 m n. m. pod stejnojmenným kopcem. U obou jezer vyvěrá pramen vody.
Po první světové válce (mezi lety 1919/1920–1938) bylo tato oblast hraniční mezi československou Podkarpatskou Rusí a polskou Haličí. Dodnes se na hřebeni nachází tehdejší hraniční mezníky. V současnosti hranice odděluje Zakarpatskou a Ivanofrankivskou oblast.

## Vrcholy
- Hoverla (2061 m) (nejvyšší hora)
- Brebeneskul (2036 m)
- Pop Ivan (2028 m) (jižní část)
- Petros (2020 m)
- Rebra (2001 m)
- Turkul (1933 m) (skalnatá hora)
- Breskul (1911 m)
- Smotryč (1894 m) (jižní část)
- Dancyš (1866 m)
- Požiževska (1822 m)

## Turismus
Pohoří je protkáno sítí turistických cest, které bývají většinou dobře znatelné (s výjimkou stezek v nižších polohách zarostlých lesem) a místy značené. Cesty na hřeben či k vrcholům vychází na východní straně masivu z obcí Vorochta, Dzembroňa a na západě z Jasiny, Rachova či Kvasů. Několik kilometrů východně pod vrcholem Hoverly se nachází zimní středisko Zaroslak vybavené kempem a hotelem.